# 夺命金字塔
《夺命金字塔》（英語：The Pyramid）是一部2014年美國超自然恐怖電影，由格莱高利·莱瓦瑟执导，同時也是他的導演處女作，亞歷山大·阿甲監製，主演包括阿什莉·欣肖、丹尼斯·欧哈拉等。剧情讲述了一支考古队试图解开一座失落金字塔的秘密，却发现自己正被一个阴险的生物猎杀。《夺命金字塔》於2014年12月5日上映，大部分受到評論家的負面評價。

## 演员
- 阿什莉·欣肖 饰 诺拉·霍尔顿博士
- 丹尼斯·欧哈拉 饰 迈尔斯·霍尔顿博士
- 詹姆斯·伯克利 饰 特里“菲茨”菲茨西蒙斯
- 阿米尔·K 饰 迈克尔·查希尔

## 发行
2014 年 7 月 7 日，20 世纪福克斯获得了电影的发行权，并定于 2014 年 12 月 5 日上映。然后它于 2015 年 5 月 5 日以 DVD 和蓝光形式发行，并于 2015 年 4 月 17 日以影片點播形式發行。

## 外部连结
- Official website，存档于（存檔日期 August 4, 2020）
- 互联网电影数据库（IMDb）上《夺命金字塔》的资料（英文）
- 豆瓣电影上《夺命金字塔》的資料 （简体中文）